# Partido del Renacimiento
El partido Ennahda (en árabe tunecino: حزب حركة النهضة; translit: Hizbu Ḥarakatu n-Nahdah; en francés: Mouvement Ennahdha; traducido al español: Partido del Renacimiento) es un partido político demócrata islámico tunecino. Desde la revolución democrática de 2011, constituye la principal fuerza política de centroderecha y derecha del país. Rachid Ghanuchi fue el fundador del movimiento, y sigue siendo su presidente.
Aunque ideológicamente al momento de su fundación y durante la mayor parte de su existencia su doctrina estuvo inspirada en la revolución iraní y mantiene vínculos con los Hermanos Musulmanes de Egipto, Ennahda es considerado por diversos analistas como "el partido islamista más suave y democrático de la historia". El compromiso entre Ennahda y su principal rival, el partido secular y centroizquierdista Nidaa Tounes para preservar la democracia como forma de gobierno, ha sido considerado como un elemento clave para la particularidad del éxito de la transición democrática en Túnez, en contraste con los resultados adversos en otros países afectados por la primavera Árabe iniciada en 2011.
Fue fundado inicialmente como un movimiento político de carácter islamista radical en 1981, bajo el nombre de "Movimiento de la Tendencia Islámica". El movimiento fue ilegal durante los primeros treinta años de su existencia hasta la rebelión popular de 2011, que derrocó al gobierno autoritario de Zine El Abidine Ben Ali y democratizó al país. Ennahda fue legalizado bajo su actual nombre el 1 de marzo de 2011. Obtuvo la primera minoría en las primeras elecciones parlamentarias libres de la historia tunecina en octubre de ese mismo año, con un 37% de los votos, formando un gobierno de coalición conocido como Troika, a cargo de redactar la nueva constitución democrática. Tras una fuerte crisis política entre 2013 y 2014 por las disputas entre el bando islamista (encabezado por Ennahda y otros grupos salafistas) y el bando secular (encabezado por los socialistas, comunistas y en menor medida funcionarios del antiguo régimen), Ennahda perdió las siguientes elecciones legislativas ante Nidaa Tounes, aunque se mantuvo como segunda fuerza, y se abstuvo en las siguientes elecciones presidenciales, que ganó el mismo partido.
En las elecciones municipales de 2018, las primeras desde la revolución, el partido emergió como primera fuerza política al tomar el control de la mayoría de los municipios, inclusive la Ciudad de Túnez, capital y principal ciudad del país, con Souad Abderrahim como candidata (la primera mujer en ocupar el cargo).

## Historia

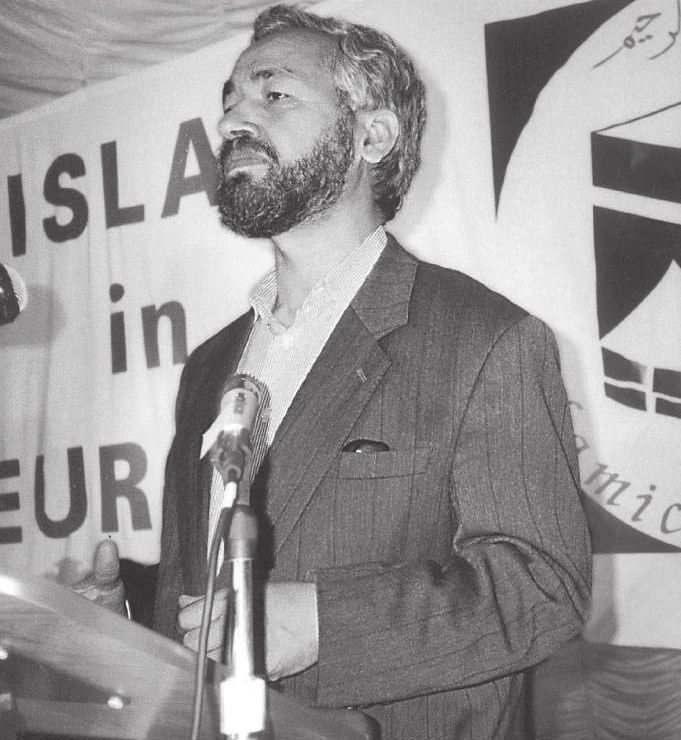
Rached Ghannouchi en una reunión

Ennahda es el sucesor del Movimiento de la tendencia islámica (MTI), fundado el 6 de junio de 1981. Sus dirigentes son intelectuales formados en universidades modernas: Rached Ghannouchi (profesor de filosofía), Abdelfattah Mourou y Hassen Ghodbani (abogados), Salah Eddin al-Jourshi y Salah Karkar (economista).

Para Salah Eddin al-Jourshi:  
“No hay nada extraño en que una nación trate de tomar el control de otra. Lo que es extraño es que la nación que es invadida, acepte y bendiga esta ocupación y ponga toda su energía en hacerla más profunda y en ayudarle a apoderarse de sus raíces”.
Como consecuencia del modelo secular autoritario del presidente Burguiba, el islam más conservador se polariza y comienza a emerger un islamismo militante. Ghannouchi que se verá influenciado por la Hermandad Musulmana y por pensadores islámicos de la época como Muhaammad Qutb, Hassan al-Banna y Abu A´la Mawdudi, en 1969 junto con Mourou y otros jóvenes islamistas se une a la Asociación para la Preservación del Corán (APQ) que cuenta con el patrocinio del Gobierno. 
Funda la revista Al-Maarifa (“Conocimiento”) que inicialmente tendrá una temática social y religiosa pero que después cambiará su enfoque para dar apoyo al gobierno en su lucha contra los sindicatos y los izquierdistas. B. López hace referencia a este hecho: “(…) la gestación de movimientos islamistas surgidos de la crisis social y manipulados por el poder para debilitar en las universidades a una oposición juvenil de izquierda”. Así, este islamismo emergente va a aprovechar la rigidez de la política desturiana para convertirse en alternativa para muchos musulmanes conservadores.
Durante 1979 y 1980, los dirigentes islamistas elogian la revolución iraní del Ayatolá Khomeini aunque no apoyan el uso de la violencia revolucionaria y prolifera la producción de panfletos y libros de estos dirigentes. En agosto de 1979, se convoca en secreto un Congreso fundacional para unificar todas las fuerzas y grupos, en el que se crea el grupo Jamaa Al Islamiyya, con Ghannouchi como líder. Sus actividades se desarrollarán de forma clandestina pero supone un paso importante al convertirse en un movimiento sociopolítico dotado de estructura.  En diciembre de 1980 las autoridades descubrirán sus actividades y se reivindicará su registro oficial como partido político en una rueda de prensa el 6 de junio de 1981 pasando a denominarse Harakat Al-Ittyjah Al-Islami (Movimiento de la Tendencia Islámica, MTI). Desde este momento el MTI va a definir sus objetivos: poner fin de la política de partido único, volver a los principios fundamentales del islam, renovando el pensamiento islámico y resucitar la personalidad islámica de Túnez, reconstruir equitativamente la vida económica y política del país y establecer una alianza con otros grupos políticos de la oposición para reclamar su reconocimiento como partido. En los meses previos a las elecciones, el gobierno se ensaña especialmente con los militantes integristas islámicos, acusándoles de usar la violencia y provocar incidentes durante Ramadán y responde encarcelando a decenas de sus miembros, entre ellos a Ghannouchi (once años de prisión), acusados de atentar contra la dignidad del Jefe del Estado, pertenencia a una organización no reconocida y propagación de falsas noticias. Todos los movimientos políticos de la oposición no verán con buenos ojos este tipo de persecución en mitad de un proceso liberalizador como el que el primer ministro Mzali está intentando llevar a cabo en ese momento.
Tras las “Revueltas del pan” en 1984, Mzali muestra un acercamiento que, aunque no es suficiente para legalizar el partido que se sigue mirando con desconfianza desde el gobierno, permite que se amnistíe a los condenados en 1981.
A partir de IV Congreso del MTI en 1986, se desarrolla una estrategia de confrontación y algunos sectores promueven la radicalización de la acción. Yihad Islámica será uno de los grupos escindidos del MTI que optará por la violencia.
En 1987 Burguiba emprenderá una persecución feroz de los islamistas con duras penas de prisión y 5 penas de muerte. Ghannouchi es condenado a cadena perpetua, aunque después su condena será revisada ya con Zin el Abidin Ben Ali como presidente.
El MTI firmó el llamado Pacto Nacional el 7 de noviembre de 1988 para entrar en el juego político de Túnez. Sin embargo, el régimen no tardó en pedir más calma.
Tras las reiteradas denegaciones de legalización por parte del Gobierno tunecino, en febrero de 1989 la facción denominada "moderada" del MTI decidió eliminar todas las referencias al Islam en el nombre del movimiento y renombrarlo como 
Hizb Nahda, Partido del Renacimiento.
Tras una nueva negativa a su legalización, el movimiento presenta a sus candidatos para las elecciones del 2 de abril de 1989 en listas independientes. Sin embargo, la Agrupación Constitucional Democrática (partido gobernante) consiguió todos los escaños de la Cámara de representantes. Estas elecciones marcaron el retorno de la represión y el fin del estado de gracia que había reinado desde la llegada del presidente Zine el-Abidine Ben Ali en 1987.
Las autoridades atribuyeron numerosos actos de violencia al partido, incluyendo la quema del comité local de coordinación de la Agrupación Constitucional Democrática en Bab Souika, que causó un muerto y un herido grave. Ennahda niega la acusación de utilizar la violencia al modo del Frente Islámico de Salvación argelino. En agosto de 1992, el juicio de 277 activistas concluyó con la condena de 265 de ellos por "conspiración Islamista". Estos juicios se llevaron a cabo ante dos tribunales militares y, según los observadores de Amnistía Internacional, en violación de numerosas normas necesarias para un juicio justo. Las sanciones fueron de hasta veinte años de prisión o cadena perpetua. Las detenciones continuaron. Amnistía Internacional consideró que la mayoría de los detenidos o penados eran prisioneros de conciencia encarcelados por el mero ejercicio de sus creencias religiosas y políticas.
La Revolución tunecina de 2011 supuso la caída del gobierno de Ben Alí y la legalización de Ennahda. En las elecciones a la Asamblea Constituyente, el partido fue el más votado y obtuvo 89 de los 217 asientos. Su líder, Hamadi Jebali, fue elegido primer ministro de Túnez, formando un gobierno de coalición con el Congreso para la República y Ettakatol, segundo y tercer partido más votado, respectivamente. El partido ha condenado los actos violentos  y ha renunciado a la aplicación de la Sharia. Sin embargo, sus críticos consideran que mantiene un programa radical oculto y que si no lo lleva a la práctica es debido a su carencia de mayoría parlamentaria y social. Para ello se basan en diversos comentarios polémicos de sus líderes.

## Doctrina
Ennahda se ha erigido en el gran referente de la “islamo-democracia” en el mundo árabe. El término “islamo-democracia” es empleado para señalar a los partidos políticos que partieron de una ideología islamista clásica y han evolucionado ideológicamente para adoptar en su seno la democracia, el pluralismo y los derechos humanos. En el caso de Ennahda, este desarrollo ha sido progresivo y gradual. No obstante, es a partir de los años 80 cuando el partido comienza a articular su doctrina política. Esto se debe, en gran medida, a la trayectoria intelectual del líder y presidente del partido, Rached Ghannouchi, un intelectual islamista cuya resonancia traspasa las fronteras de Túnez. De esta forma, el islamismo tunecino es uno de los movimientos islamistas más pragmáticos y con mayor elaboración retórica. El partido, de tendencia “islamo-liberal”, destaca por su disposición conciliadora y su talante prodemocrático. Desde su nacimiento en 1981 bajo el nombre de “Movimiento de la Tendencia Islamista” (MTI), el partido respaldó el pluralismo político, la renuncia al uso de la violencia, el monopolio de la representación y vigilancia del islam. El objetivo de la organización no era otro que el de derrocar la dictadura de Habib Bourguiba dignificando, de esta forma, los valores y preceptos islámicos que el mandatario había socavado.

### Influencias externas en el desarrollo doctrinal de Ennahda: los Hermanos Musulmanes y el AKP turco

#### El caso de los Hermanos Musulmanes
Como es bien sabido, la influencia de los Hermanos Musulmanes fue pivotal en el origen y desarrollo del islam político en Oriente Medio. La excarcelación de los miembros presos de los Hermanos Musulmanes por parte de Sadat influyó fuertemente en el desarrollo doctrinal de Ennahda en Túnez. A partir de la década de 1970, los escritos de los Hermanos Musulmanes penetraron Túnez e instigaron a los islamistas tunecinos a comprometerse en la acción política. En consecuencia, se empezaron a formar organizaciones clandestinas que se articularon siguiendo el ejemplo del islamismo egipcio.
No obstante, coincidiendo con la redefinición de la agenda política del partido a partir de 2011, Ennahda rompe con los Hermanos Musulmanes tras el golpe de Estado perpetrado por el general Al Sisi en el año 2013, tratando, de esta forma, de asegurar su propia supervivencia y también la del nuevo régimen nacido de la "Revolución del Jazmín", que les ha amparado y permitido desarrollarse políticamente para aspirar al Gobierno. Este es un ejemplo del pragmatismo político que pilotó Ennahda a partir de las Primaveras Árabes. Así pues, Ennahda reniega del modelo egipcio y acerca posturas con el AKP turco.

#### El caso del AKP turco
En el caso del partido Justicia y Desarrollo (AKP) de Turquía, este comparte con Ennahda la particularidad de haberse desarrollado en un contexto sociopolítico fuertemente laicista. De ahí que ambos partidos compartan similitudes. Por eso, junto con los Hermanos Musulmanes, el AKP turco es señalado como modelo y ejemplo por la propia dirección de Ennahda.
Así, uniendo instancias democráticas y religiosas el AKP ha tenido un gran éxito en las últimas décadas, por lo que ha sido tomado como paradigma de la democratización árabe por los dirigentes de Ennahda. En líneas generales, el desarrollo del AKP y de Ennahda ha sido similar: en el desarrollo de su doctrina, ambos tuvieron que hacer frente a la hostilidad que les propinaba un Estado laico. A pesar de ello, en lo que concierne a Ennahda, el partido pudo llevar a cabo su actividad política y su labor benéfica de forma clandestina, aliándose así con grupos laicos contra el régimen. Este modus operandi, que presenta algunas semejanzas con la de los Hermanos Musulmanes, contribuyó a su regreso a la escena política del país tras la llamada "Revolución del Jazmín".

### Evolución y desarrollo de la doctrina de Ennahda por fases
En el campo abonado del laicismo de Burguiba, la gestación del islamismo tunecino se inició durante una etapa de desencanto general que, una vez superado el periodo de enajenación causado por la independencia, marcó el final de los años sesenta. Estas son las 4 etapas que destacan en la formulación y posterior evolución de la doctrina de Ennahda:
1. La primera etapa tiene su origen en el periodo anterior a 1978 y es la etapa de la articulación y la propagación doctrinal del islamismo en las mezquitas siguiendo el modelo de los Hermanos Musulmanes de Egipto.
2. La segunda etapa se desarrolla entre los años 1978 y 1984. En esta fase se produce una interacción con el resto de las fuerzas opositoras y corrientes ideológicas del país, favorecida por la necesidad de crear un movimiento de solidaridad y resistencia frente a la dictadura de Bourguiba.
3. La tercera etapa se extiende desde agosto de 1984 – fecha de la excarcelación de los fundadores del Movimiento de Tendencia Islámica (MTI) –, hasta noviembre de 1987, y consagra el fin de la etapa revolucionaria del movimiento y el inicio de su andadura política formal.
4. Esta etapa se inicia con el golpe de Estado del general Ben Alí en noviembre de 1987 y se prolonga hasta el congreso de Hammamet en 2016. En ella se combinan, por un lado, los contactos indirectos entre Gobierno e islamismo para obtener su reconocimiento legal con, por otro lado, los periodos de fuerte represión del movimiento.
5. La última etapa hace referencia al periodo posterior al congreso de Hammamet en 2016. El congreso supuso un punto de inflexión en la evolución doctrinal de Ennahda puesto que tuvo como consecuencia la división entre la rama religiosa y la rama política del partido.

### Síntesis del origen y la evolución doctrinal de Ennahda
El germen de Ennahda lo encontramos en los estudiantes que se oponían al proyecto laicizante y al proceso de secularización del presidente Habib Bourguiba. La formulación doctrinal del partido hunde sus raíces en las halaqas, grupos de tertulia en mezquitas y universidades en los que se debatía sobre los escritos de ilustres pensadores islamistas del Mashreq, como, por ejemplo, Hasan al-Banna o Sayyid Qtub. En aquel momento, la ideología de Ennahda se inscribía en la misma línea que la de los Hermanos Musulmanes: por un lado, el islam era la religión que debía permear todos los ámbitos de la vida cotidiana, y, por otro lado, se defendía la creación de un Estado islámico donde regiría la sharía. No obstante, debido a la división de la sociedad tunecina entre los seguidores de Bourguiba y la oposición izquierdista, Ennahda se vio incapaz de dilatar su influencia y, en consecuencia, el partido revisó sus postulados ideológicos en 1981 para constituirse, finalmente, como un partido político oficial bajo el nombre de Movimiento de la Tendencia Islámica (MTI). De esta forma, con el fin de encajar en el tablero político tunecino, fue en década de los 80 cuando Ghannouchi comenzó a publicar reflexiones en las que trataba de buscar una síntesis entre el islamismo y los valores derivados del proyecto laicizante de Bourguiba.
Como fruto del proceso de reflexión y observación por parte del mandatario del partido, el Movimiento de la Tendencia Islámica (MTI) aceptó públicamente el Código Personal de 1956, que otorgaba unos derechos inéditos a la mujer en el resto del mundo árabe y prohibía la poligamia, entre otros. Así, para finales de la década de los ochenta, el Movimiento de la Tendencia Islámica (MTI) había abrazado la democracia y se había hecho un hueco dentro del establishment político. De hecho, el partido se mostraba partidario de participar en el proyecto de liberalización propuesto por el sucesor de Bourguiba, Ben Ali. También, en un guiño al régimen, el partido transformó su nombre a Ennahda (“renacimiento” en árabe), retirando la referencia a la religión del apelativo oficial del partido.
Empero, fue la represión política, junto con la guerra civil en Argelia, el motivo de la radicalización del partido. Esto dificultó la puesta en práctica de los cambios ideológicos que proponían Ghannouchi y otros líderes como Abdelfattah Mourou o Hamida Ennaifer. No obstante, con el paso del tiempo se hizo evidente que Ennahda tan solo podría rebrotar en un sistema democrático. Por eso, en los primeros años del siglo XXI, el partido dio un paso más en su estrategia aperturista y formalizó alianzas con los partidos laicos de oposición al régimen de Ben Ali.
Finalmente, en 2013, con el asesinato de dos políticos del ala progresista, la tensión política alcanzó su punto culminante y la sombra de un golpe de Estado “a la egipcia” empezó a planear sobre el país. En consecuencia, tratando de no emular el modelo egipcio, los dirigentes de Ennahda optaron por ofrecer concesiones a la oposición, liderada entonces por un resucitado político de la era Bourguiba, Béji Caïd Essebsi. De aquí emanó el pacto de entre Ghannouchi y Essebsi que dio lugar a una nueva Constitución de consenso que garantizaba los nuevos derechos y libertades adquiridos después de la revolución. De esta forma, Ennahda cedió el poder a un Gobierno tecnocrático que sería el encargado de gestionar el país hasta las elecciones legislativas de finales de 2014.

#### Constitución de 2014
Al hilo de la idea anterior, Ennahda participó en el proceso de reforma constitucional que vio nacer un texto considerado como un ejemplo para otros países de la región.
Aunque el Estado tunecino se autodefine como islámico, la nueva Constitución declara la libertad de conciencia y de culto. Igualmente, el texto prohíbe la poligamia, declara la igualdad de todos los ciudadanos y se compromete a salvaguardar los derechos adquiridos por la mujer en Túnez, entre otras cosas. La redacción y la aceptación por parte de Ennahda de este texto supuso un punto de inflexión en su doctrina política al abrazar, un partido de corte islamista, una constitución secular. No obstante, debido a la victoria electoral del partido en 2011, se especulaba sobre cómo sería en la práctica la forma de gobierno que propondrían los islamistas y la naturaleza de la Carta Magna que emanaría de la nueva Asamblea Constituyente. Muchos creían en la posibilidad de que de la nueva Constitución tuviera un talante ostensiblemente islamista; no obstante, a lo largo del proceso de redacción Ennahda cambió sus preceptos originales en una serie de cuestiones fundamentales, entre ellas, la ley islámica o sharia y la cuestión de género.
i) No sharia:
El debate más candente tras la constitución de la Asamblea Constituyente descansaba sobre al papel que la sharia tendría en el nuevo orden constitucional. La entrada en vigor de esta legislación suponía la mayor de las amenazas para una población tunecina con una larga tradición de secularismo. Por eso, tras reflexionar sobre ello en el seno del partido y tras un reñido referéndum interno, el partido determinó que la sharia no fuera incluida como fuente de Derecho. Ahora bien, pese a la decisión, se mantenía el reconocimiento de la identidad árabo-musulmana de Túnez.
ii) Cuestión de género:
En la nueva Constitución, la cláusula de “complementariedad” que hacía referencia a la posición de la mujer con respecto al hombre fue omitida. Además, se incorporó la obligación de que todas las listas electorales fueran paritarias en género.

#### Congreso de Hammamet en 2016
El congreso de Hammamet de mayo de 2016, pilotado por Ghannouchi, marcó un antes y un después en la evolución doctrinal de Ennahda. Este congreso, el décimo del partido, supuso el comienzo de una nueva fase caracterizada por la división entre la rama religiosa y la rama política del partido. El congreso fue interpretado como una victoria para los reformistas que integraban la formación. El congreso marcó un punto de inflexión en el desarrollo doctrinal del partido, una ruptura entre el pasado y el presente. Atrás quedaron posiciones más radicales propias de los inicios de la formación y del proceso de gestación y maduración ideológica.  
Como se ha señalado, el partido hizo gala de un pragmatismo inaudito y asumió la escisión de la formación en dos vertientes o entidades separadas: la religiosa y la política. Asimismo, los miembros del partido se autodefinieron como «demócratas musulmanes», lo que supuso la constatación, a nivel público y formal, del cambio de modelo de partido y de la nueva disposición ideológica que se había propuesto en el congreso. En palabras de Ghannouchi: “Debemos mantener la religión lejos de las batallas políticas”. Esta declaración del líder del partido estuvo cargada de simbolismo. Ghannouchi recitó su sermón elevado en un estrado con una inmensa bandera tunecina detrás, dejando claro, de esta forma, que Ennahda reconocía y abrazada su identidad nacional tunecina y su especificidad local. El partido escogía así la nación como marco y dejaba de lado la búsqueda del califato panislámico. En otras palabras, Ennahda da a entender al resto de formaciones políticas y ciudadanos tunecinos que ha superado su política originaria centrada en la identidad islámica de Túnez.
El motivo de este giro direccional del partido lo encontramos en las lecciones aprendidas por Ennahda tras el fracaso de su Gobierno, operativo desde noviembre de 2011 hasta enero de 2014 y en el fatídico ejemplo del caso del gobierno de los Hermanos Musulmanes en Egipto. En lo relativo a sus años al mando del ejecutivo, la formación llegó a la conclusión de que, en épocas de transición política había que actuar a largo plazo, de forma paciente y gradual. Igualmente, como ya se ha mencionado, el golpe de Estado perpetrado por el general Al Sisi el 3 de julio de 2013 que derrocó a Mohamed Morsi, primer dirigente de los Hermanos Musulmanes en el cargo, sentó un precedente para Ennahda. Por eso, con los ojos puestos en el Cairo, Ennahda quiso fijar la vista en este hecho y tomarlo como ejemplo para asegurar su supervivencia política. Este tumultuoso contexto es importante para entender el devenir del décimo congreso del partido.

### Disputas internas y críticas externas

#### Debates y divergencias en el seno de Ennahda
El congreso favoreció la revisión de una serie de cambios ideológicos que fueron revestidos de un corpus doctrinal más elaborado. Los principales cambios fueron el abandono del islamismo político como ideología oficial y la desconexión entre la acción política y religiosa de la organización. El abandono tácito del islamismo como premisa política principal fue motivada por la libertad religiosa que, a ojos de Ghannouchi, la nueva Constitución procuraba. Se eliminaban, de esta manera, los intentos del ala conservadora del partido por inscribir en la Constitución la sharía como principal fuente de derecho para regular la vida pública. Por su parte, el ala laicista de Ennahda recelaba ante los cambios derivados del congreso de 2016. Estos consideraban que las maniobras por cambiar el rumbo doctrinal del partido obedecían a una estrategia de marketing político motivada por las necesidades del momento, cuestionando que realmente fueran la expresión de una transformación sustancial de un partido que todavía se situaba bajo la órbita de los Hermanos Musulmanes. No obstante, en el congreso de Hamamet de 2016 Ennahda se mostró como el sucesor oficial de los intelectuales más importantes del reformismo histórico tunecino, como el jeque Tahar Ben Achour. Asimismo, la ministra de Trabajo Sayida Ounissi alegó que los textos de Sayid Qutb o Hassan al-Banna ya no eran las más recurrentes entre las lecturas de la militancia del partido.
Por todo ello, a pesar de que el partido tiene una estructura interna cohesionada, Ennahda no se puede considerar como una fuerza política homogénea y monolítica. El partido incluye en su seno variadas tendencias políticas. Aunque su dirección nacional es eficiente y coherente, la formación ha sido menoscabada por una serie de tensiones internas. Estas incluyen, por un lado, el conflicto sobre la estrategia y las metas políticas nacionales y, por otro lado, los objetivos personales. Otro ejemplo de las divergencias internas del partido es el debate sobre la definición del grupo como un hizb (partido) o un haraka (movimiento). De momento, los dirigentes de la formación han desatendido este asunto y el partido se autodefine como hizbharakat Ennahda (Partido del Movimiento Ennahda).

#### Críticas externas
A pesar de los esfuerzos llevados a cabo por mostrarse como un partido democrático y progresista, la deriva ideológica del partido sigue siendo objeto de severas críticas por parte de algunos segmentos de la sociedad civil, entre otros, las asociaciones de mujeres.
Un ejemplo destacado lo representa la polémica que se originó con la propuesta de referirse a las mujeres como "complementarias de los hombres" en la redacción del artículo 28 del primer borrador de la nueva Constitución. Esta propuesta desencadenó críticas masivas por parte de los medios de comunicación nacionales e internacionales, así como de muchos laicistas, especialmente mujeres, que temían que Ennahda intentara en última instancia hacer retroceder el Código del Estatuto Personal de Túnez de 1956, un hito de la legislación sobre los derechos de la mujer en el mundo árabe. Debido a esta amplia oposición, Ennahda se retractó de la controvertida declaración de "complementariedad", sugiriendo, por el contrario, que toda la cuestión se debía a un malentendido. En consecuencia, se dice que el artículo 28 representó un notable fracaso para Ennahda a la hora de crear confianza y mejorar sus relaciones públicas ya que dañó significativamente la imagen cuidadosamente construida por el propio partido de ser capaz de aunar en sí mismo el progresismo, la democracia y la religión. 
Otra divergencia de Ennahda con respecto al resto del panorama político nacional la encontramos en la elección de la forma de gobierno. Ennhada prefería un sistema parlamentario, sobre todo porque confiaba en su éxito en las próximas elecciones parlamentarias. Por el contrario, los partidos laicos se inclinaban por un sistema presidencial o semipresidencial que contrarrestase el poder de Ennhada. El debate sobre esta cuestión llevó a un punto muerto en la comisión constitucional encargada de redactar los capítulos relacionados con el poder ejecutivo y legislativo. Este ejemplo atestigua que, en el marco del proceso de transición tunecino, Ennahda puede considerarse como un partido en transición en sí mismo: tras su victoria electoral, se vio lanzado en primera línea en la difícil tarea de establecer un nuevo ordenamiento jurídico, lo que representó una prueba para el partido, que se ha visto obligado a llegar a compromisos y reaccionar ante las críticas procedentes de la oposición y la sociedad civil.

## Conclusión al momento actual de Ennahda
Tras haber sido elegido presidente de Túnez en 2019, Kais Saied suspendió el Parlamento en julio de 2021 y cesó al entonces primer ministro, Hichem Mechichi, al tiempo que se arrogaba todas las competencias y comenzaba a gobernar a base de decretos. Si bien es cierto que esta batería de medidas contó, en un primer momento, con un amplio apoyo público, la retórica divisiva del presidente ha favorecido la creación de una palpable atmósfera de intimidación.
En el contexto de la suspensión de la Asamblea y las políticas de excepción, desde el verano de 2021, Ennahda ha pasado a convertirse en el chivo expiatorio del presidente. Saied ha denunciado la participación de Ennahda en la primera etapa del periodo posrevolucionario. A partir de julio, varios políticos y miembros influyentes del partido nivel han sido detenidos o sometidos a procesos judiciales. En consecuencia, Ennahda, que entonces contaba con la mayor representación parlamentaria y encabezaba el Ejecutivo, ha denunciado la represión y la persecución de opositores políticos de manera extrajudicial por parte del Presidente. Asimismo, desde el pasado 23 de diciembre, una decena de diputados y antiguos responsables públicos como el exministro de Finanzas Ali Kooli, mantienen una huelga de hambre para denunciar la violencia institucional y reclamar la liberación de los exdiputados encarcelados y de los manifestantes detenidos durante la última protesta. Simultáneamente, Saied anunció el pasado día 13 de diciembre que el Parlamento, donde Ennahda contaba con el grupo de representantes más nutrido, permanecerá suspendido hasta el 17 de diciembre de 2022, en el marco de un proceso que incluirá un referéndum constitucional el 25 de julio del año que viene.
Por otra parte, el golpe del presidente Kais Saied del 25 de julio sirvió, además, de catalizador de las tensiones internas de Ennahda. Las luchas intestinas y la reciente marcha del partido de más de un centenar de líderes nacionales lo han dejado al borde de la escisión en el momento más delicado de la era posrevolucionaria. Tanto la opinión pública como las redes sociales atribuyen a Ennahda la responsabilidad de todos los males que afectan al país: el estancamiento económico, el altísimo desempleo juvenil, la corrupción, las desigualdades sociales, etc. Aunque el partido islamista solo controló el gobierno entre finales de 2011 y 2013, el hecho de haber participado en mayor o menor grado en todos los ejecutivos hasta la fecha ha condenado a la formación.

## Resultados electorales
|  | 37.04 % |

|  | 27.79 % |

|  | 19.63 % |